# Dolmen von Peyco Levado

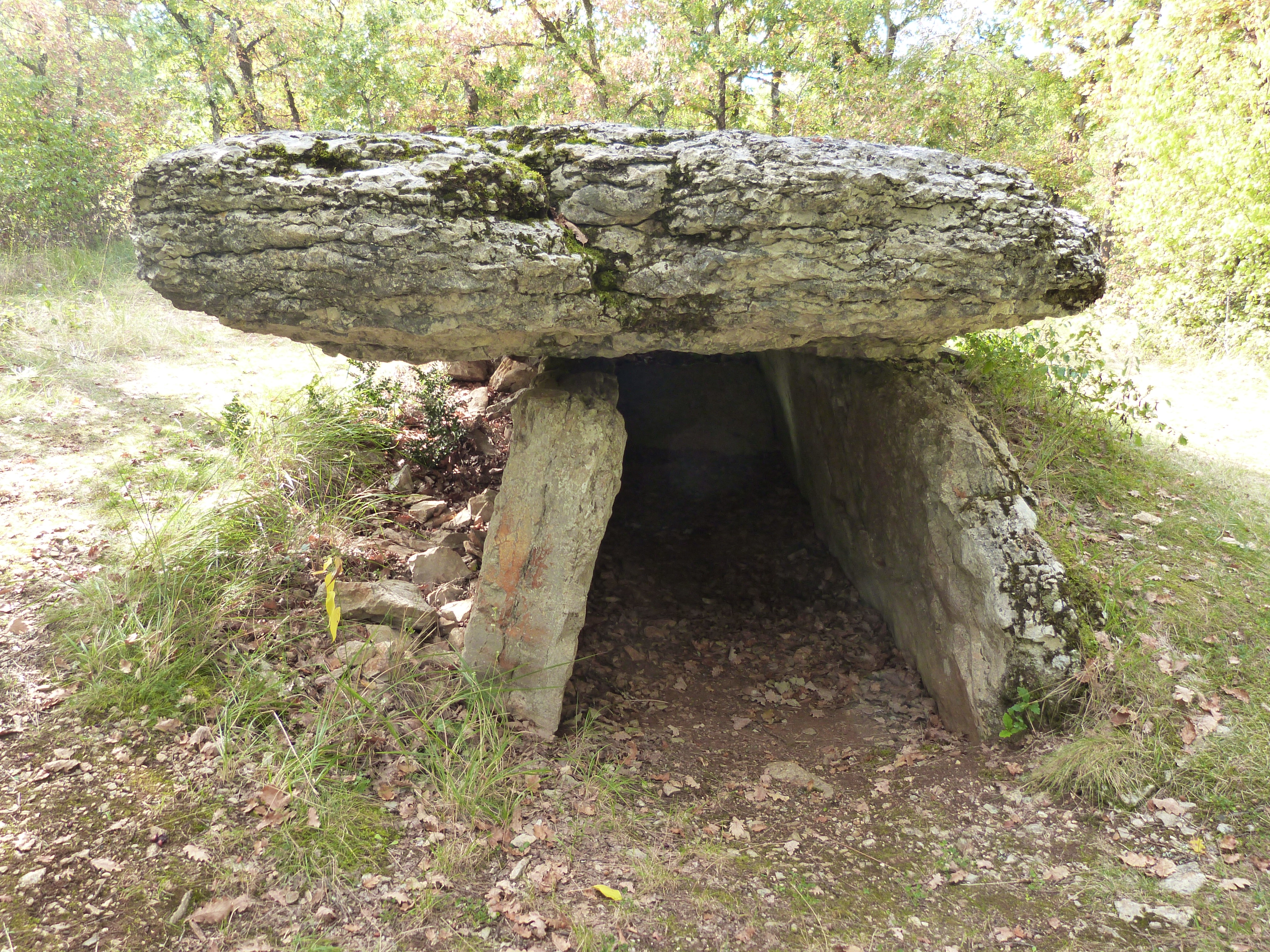
Dolmen de Peyco Levado

Der Dolmen von Peyco Levado (auch Dolmen von Laramière, Dolmen de Peyre Levade oder Borie du Bois genannt) liegt auf einer kleinen Lichtung südlich der Straße D 55 zwischen Beauregard und Laramière bei Villefranche-de-Rouergue im Département Lot in Frankreich. Dolmen ist in Frankreich der Oberbegriff für neolithische Megalithanlagen aller Art.
Der Dolmen ist viel größer als der Durchschnitt der Dolmen in Lot. Er hat einen etwa 6,0 × 4,0 Meter großen Deckstein, der auf allen Seiten die niedrigen Stützsteine überkragt und über einer etwa 5,0 Meter langen Kammer liegt, die West-Ost ausgerichtet ist. Er liegt in den Resten seines Hügels, der möglicherweise noch Reste eines umgebenden Steinkreises aufweist.
Auf dem Deckstein befindet sich über dem Zugang zur Kammer ein großer, in den Fels gehauener Becher.

Dolmen de Peyco Levado
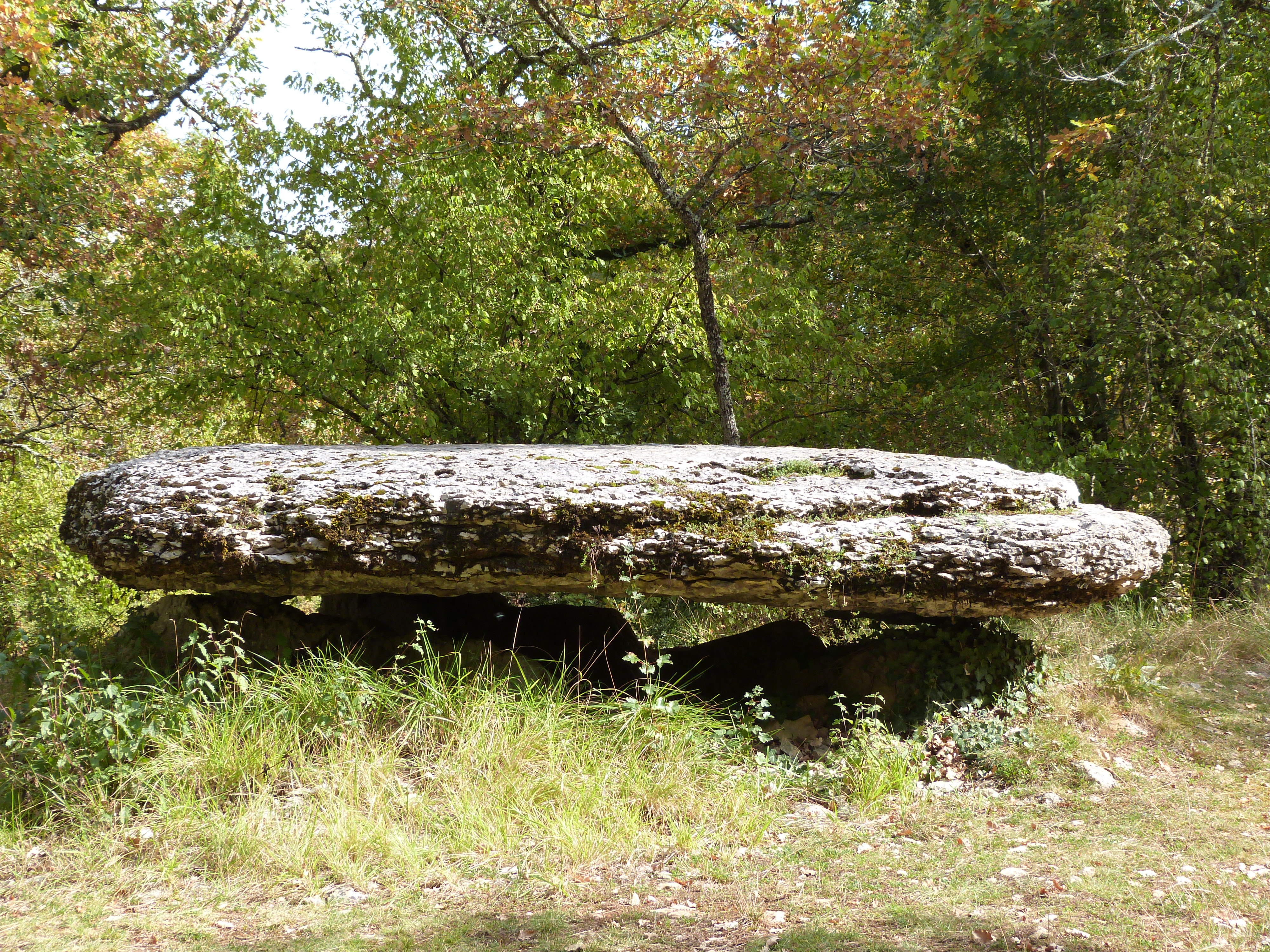
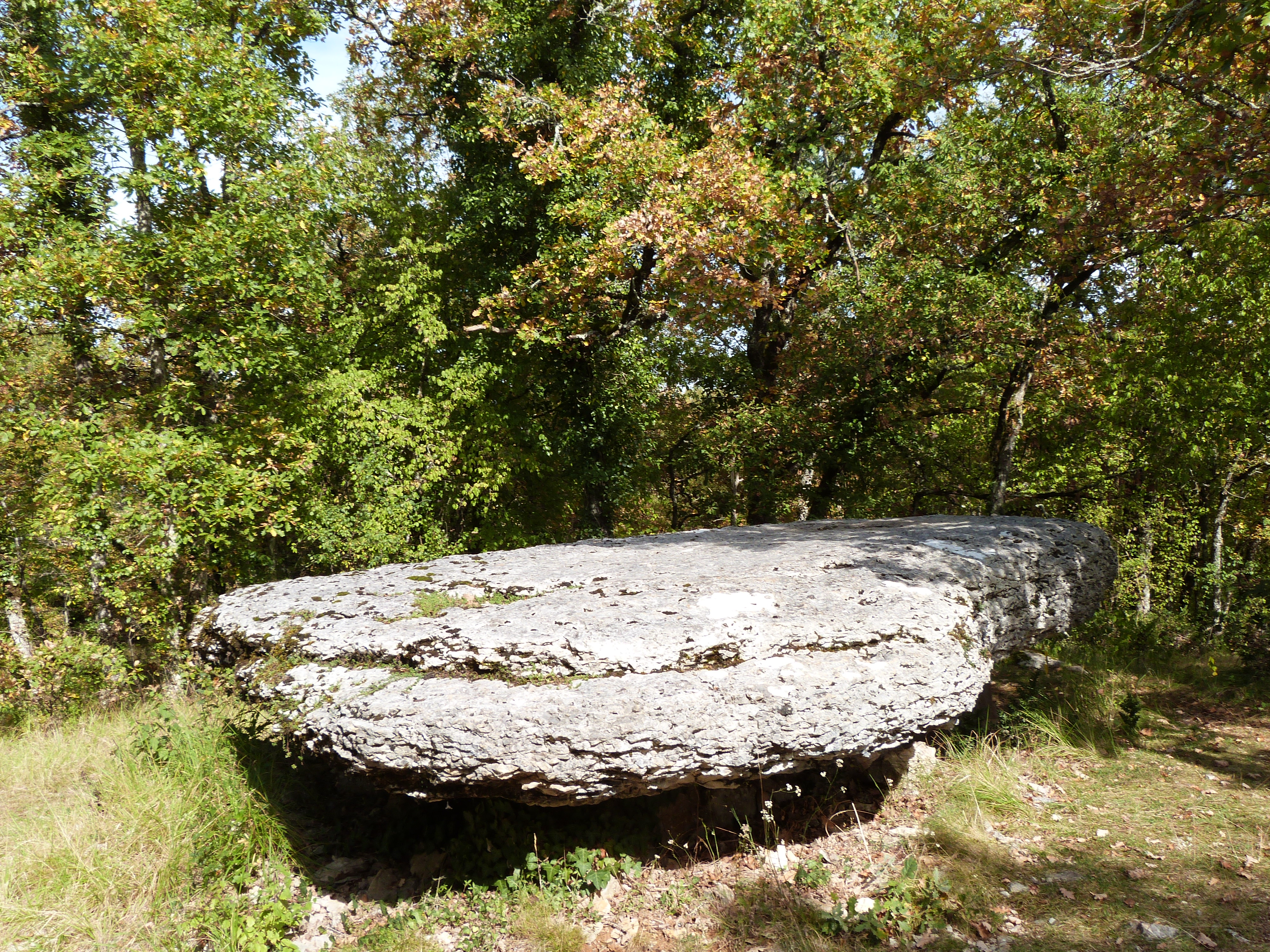
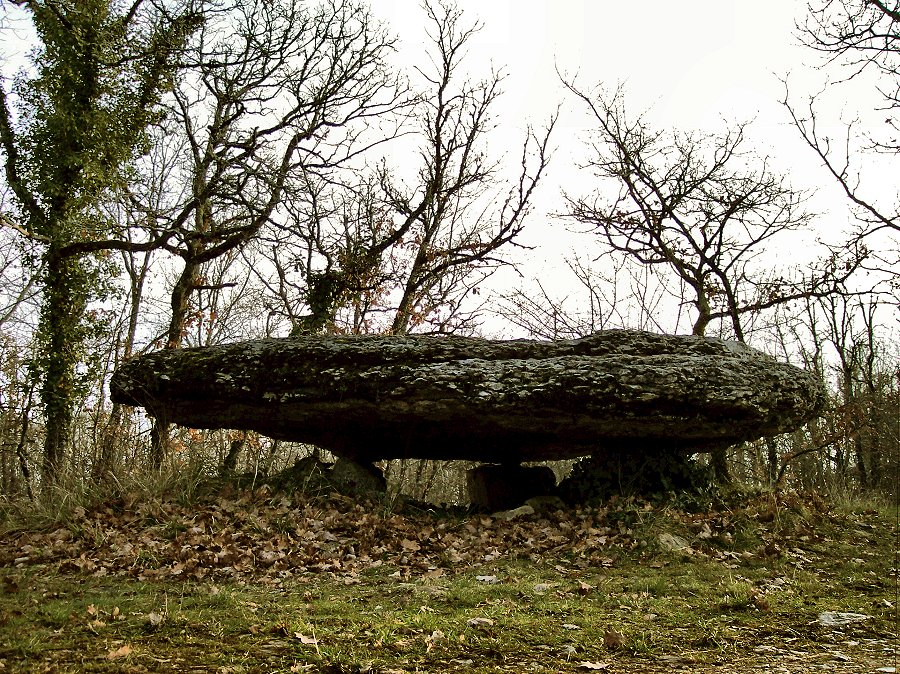